# Presepi de l'Alguer
Lo Presepi de l'Alguer és un certamen cultural de la Fundazione Alghero per a lo recuperament del presepi tradicional a l'Alguer. Va ser una proposta comissariada per primera vegada lo 2018 i amb la forma de concurs, conjuntament amb l'iglésia de Sant Francesc d'aqueix municipi.
L'objectiu del projecte és indiriçat a les associacions, entitats, agrupacions i institucions acadèmiques, culturals, veïnals i escolars de lo comú per tal de representar l'adveniment de Jesús en la sua versió clàssica. Aqueixa promoció apartén a una revudida de la cultura popular betlemita que succeeix la que han gaudit altres territoris catalanoparlants des de lo decenni del 1920, amb iniciatives d'examinació i premis en la construcció sobretot promogudes per frares caputxins.
Si bé Itàlia és estat lo bressol del presepi realista, especialment a Roma i a Nàpols, la tradició no s'ha conservat homogèniament cap al nord de la península Itàlica ni en figures de paper on en la imatgeria impresa. Sí que ho ha fet a Sícilia, Torí o la Toscana. En aqueixos territoris, que han impactat en la percepció de la nativitat en l'ísola sarda i lo comú alguerés, les muntanyes són fetes amb argila i greda i les figures són molt similars a les dels Països Catalans. N'hi ha excepcions pròpies i típiques com lo pastor amb una punxa al peu, l'arrencaqueixals, la venedora de bròcul, un hostal a prop de la menjadora de Jesús o altres botigues tradicionals.